# تصویرسازی کتاب کودکان

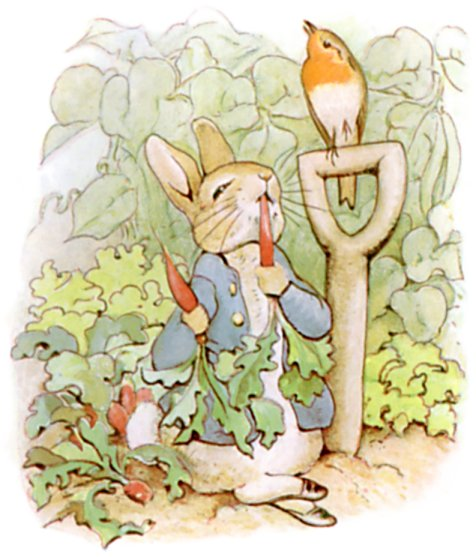
تصویر پیتر خرگوشه در حال خوردن تربچه، از کتاب قصه پیتر خرگوشه (۱۹۰۱) اثر نویسنده و تصویرگر بریتانیایی، بئاتریکس پاتر

تصویرسازی کتاب کودکان (انگلیسی: Children's book illustration) زیرشاخه تصویرسازی کتاب است و یک گونه هنر مرتبط با ادبیات کودکان می‌باشد. کتابهای کودکان که با تصاویر همراه است اغلب با عنوان کتاب عکس معروف هستند.
تصاویر به رشد و بالندگی کودکان کمک می‌کند و ادراک زیباشناسی را برای آنها میسر می‌سازد.

## تاریخچه
با توسعه صنعت چاپ، اولین کتابهای مصور کودکان در معرض دید قرار گرفت. در ابتدا، آنها بیشتر متون مذهبی، کتابهای دستور زبان و آثاری در ارتباط با رفتار مناسب بودند. طبق گفته سینتیا برلینگهام (Cynthia Burlingham) اولین کتابهای مصوری که امکان خواندن آن برای کودکان بود، مجموعه ای از قصه پریان، به ویژه حکایت‌های ازوپ (چاپ اولین نسخه انگلیسی در سال ۱۴۸۴ توسط ویلیام کاکستون) می‌باشد که خیلی زود به یکی از محبوب‌ترین کتابهای مصور برای کودکان تبدیل شد.